# ناثانيل ستيرن
ناثانيل ستيرن (بالإنجليزية: Nathaniel Stern)‏ هو فنان تنصيبي أمريكي، ولد في 1977 في نيويورك في الولايات المتحدة.

## وصلات خارجية
- الموقع الرسمي